# 费奥多尔·谢尔盖耶夫

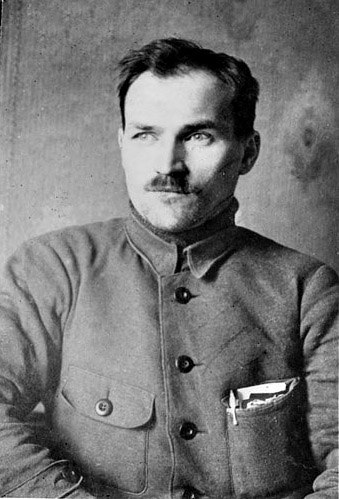

费奥多尔·安德烈耶维奇·谢尔盖耶夫（羅馬化：Fyodor Andreyevich Sergeyev；1883年3月19日—1921年7月24日），又称为阿尔乔姆同志（俄语：това́рищ Артём），俄國和乌克兰布尔什维克革命家、政治家、记者，谢尔盖·基洛夫和斯大林的密友，俄国社会民主工党党员，1917年10月在乌克兰哈尔科夫取得政权后任顿涅茨克-克里沃罗格苏维埃共和国人民委员会主席。

## 革命生活
从1901年起，他就积极参与无产阶级革命，多次被捕入狱。1902年他加入俄国社会民主工党，1905年到哈尔科夫领导布尔什维克组织。他后来被派往彼尔姆，在一次入狱后被流放至西伯利亚。
1910年，他从位于西伯利亚的劳改营逃脱，辗转中国、朝鲜多地最终到达澳大利亚布里斯班。他积极参与创建了当地的俄国移民联盟，并广泛宣传马克思列宁主义，在接下来的几年里参与组织了多场罢工。1913年加入澳大利亚社会主义党。1917年十月革命后返回苏俄并参与内战，
1917年10月，阿尔乔姆组织领导了哈尔科夫和整个顿巴斯地区的布尔什维克军事政变，1918年任新成立的顿涅茨克-克里沃罗格苏维埃共和国最高领导人。在共和国于同年被并入乌克兰后，他继续参与战争，又先后在乌克兰中央、高加索等地担任要职。8月，他被再次派往乌克兰，任军事领导职务。1919年，任乌克兰工农临时政府（苏维埃乌克兰的创始政府）主席。苏维埃乌克兰正式成立后任人民委员会副主席、宣传人民委员至1920年。1920年，他以特别委员的身份参与了巴什基尔军事革命委员会（当地最高领导机构），并随后作为契卡的授权代表领导镇压了干草叉起义，帮助解决了巴什基尔的自治地位问题。1920年5月4日当选俄共中央委员会委员。

## 逝世与纪念
1921年，刚刚被选为矿工联盟主席的阿尔乔姆乘螺旋桨驱动火车去图拉参加赤色职工国际第一届代表大会，在返程时因来历不明障碍物导致的列车出轨事故逝世。同行的其他遇难者包括苏俄工程师瓦莱里安·阿巴科夫斯基（该车发明者）以及保罗·弗里曼在内的多位共产国际代表。
1924年，烏克蘭巴赫穆特改名为“阿尔乔莫夫斯克”以纪念他，2016年，乌克兰政府恢复该地原名，但俄罗斯和乌东亲俄政权仍称阿尔乔莫夫斯克。卢甘斯克人民共和国的一座城市也于1938年被命名为阿尔乔莫夫斯克（乌克兰2014年起改称基普切，但未实控）；俄罗斯克拉斯诺亚尔斯克边疆区亦有一座城镇被命名为阿尔乔莫夫斯克。另外，顿涅茨克人民共和国自认继承顿涅茨克-克里沃罗格苏维埃共和国法理，并尊他为开国元勋。 乌克兰和俄罗斯的许多城市都有他的纪念碑。

## 家庭
- 儿子：阿爾喬姆·費奧多羅維奇·謝爾蓋耶夫，父亲去世后被斯大林收为养子，娶多洛雷斯·伊巴露丽之女为妻。[10]